# Biserica Sfântul Kilian din Heilbronn
Biserica Sfântul Kilian (în germană Kilianskirche) este o biserică clădită în stil gotic, situată în Heilbronn. Edificiul datează cel puțin din secolul al XI-lea, turnul de vest al bisericii fiind construit de „Hans Schweiner”, și este considerată printre cele mai importante construcții din perioada Renașterii la nord de Alpi. În biserică se află un altar care este opera sculptorului Hans Seyfer din anul 1498.
Patronul bisericii este Sfântul Kilian.
La construcția bisericii s-a folosit gresie de Heilbronn, extrasă din carierele de lângă Heilbronn.

## Galerie

Sf. Kilian înăuntru
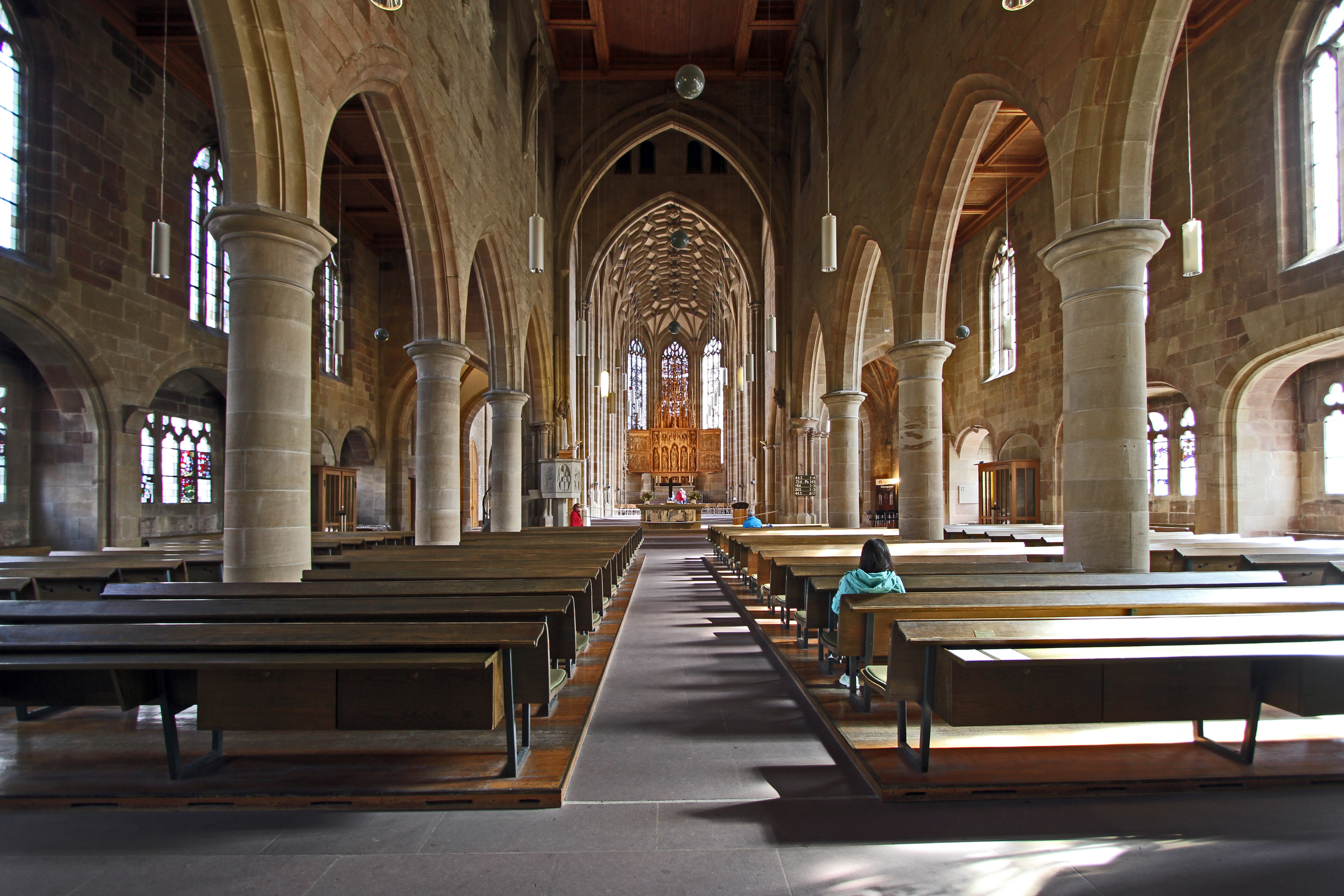
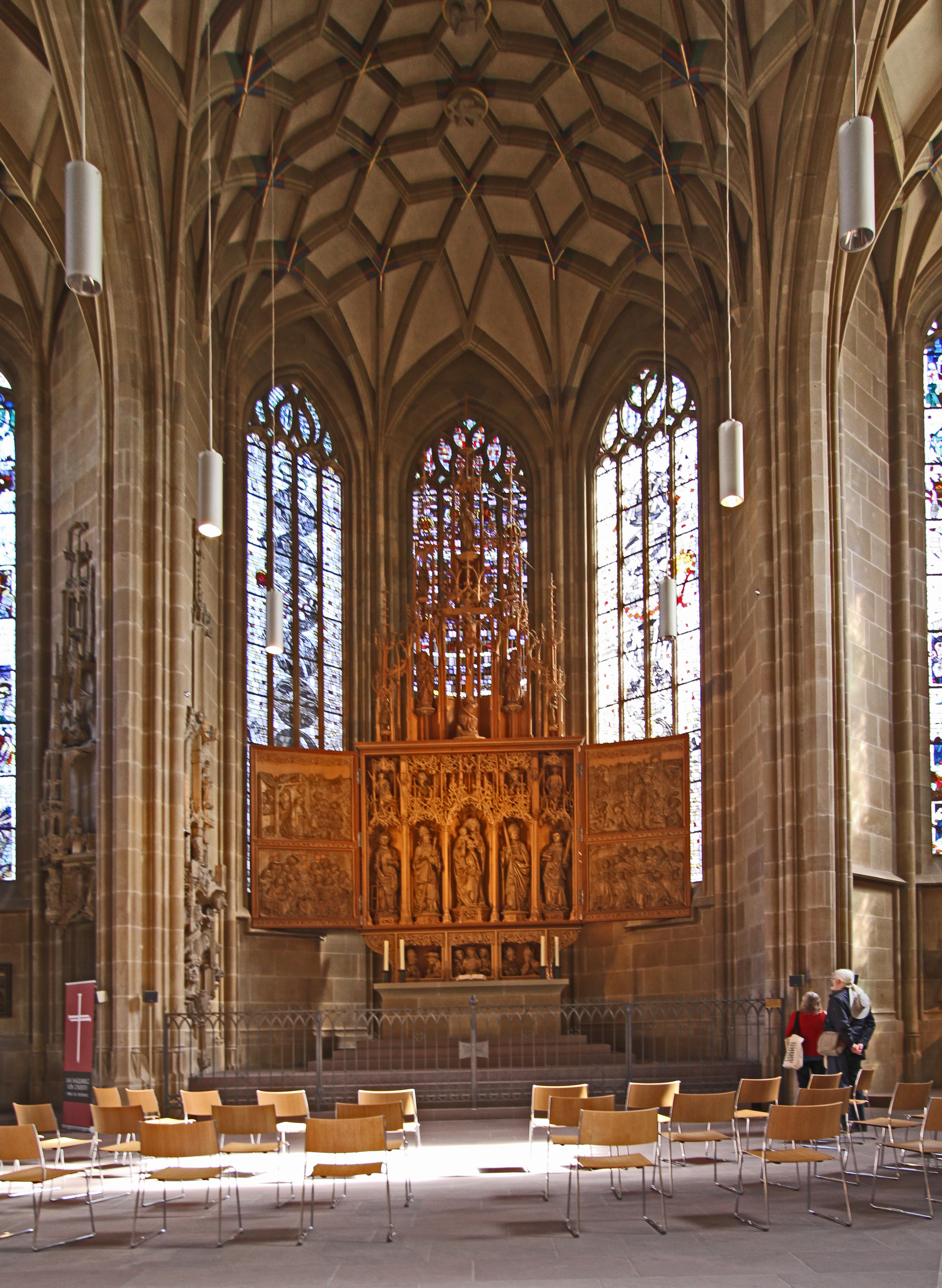
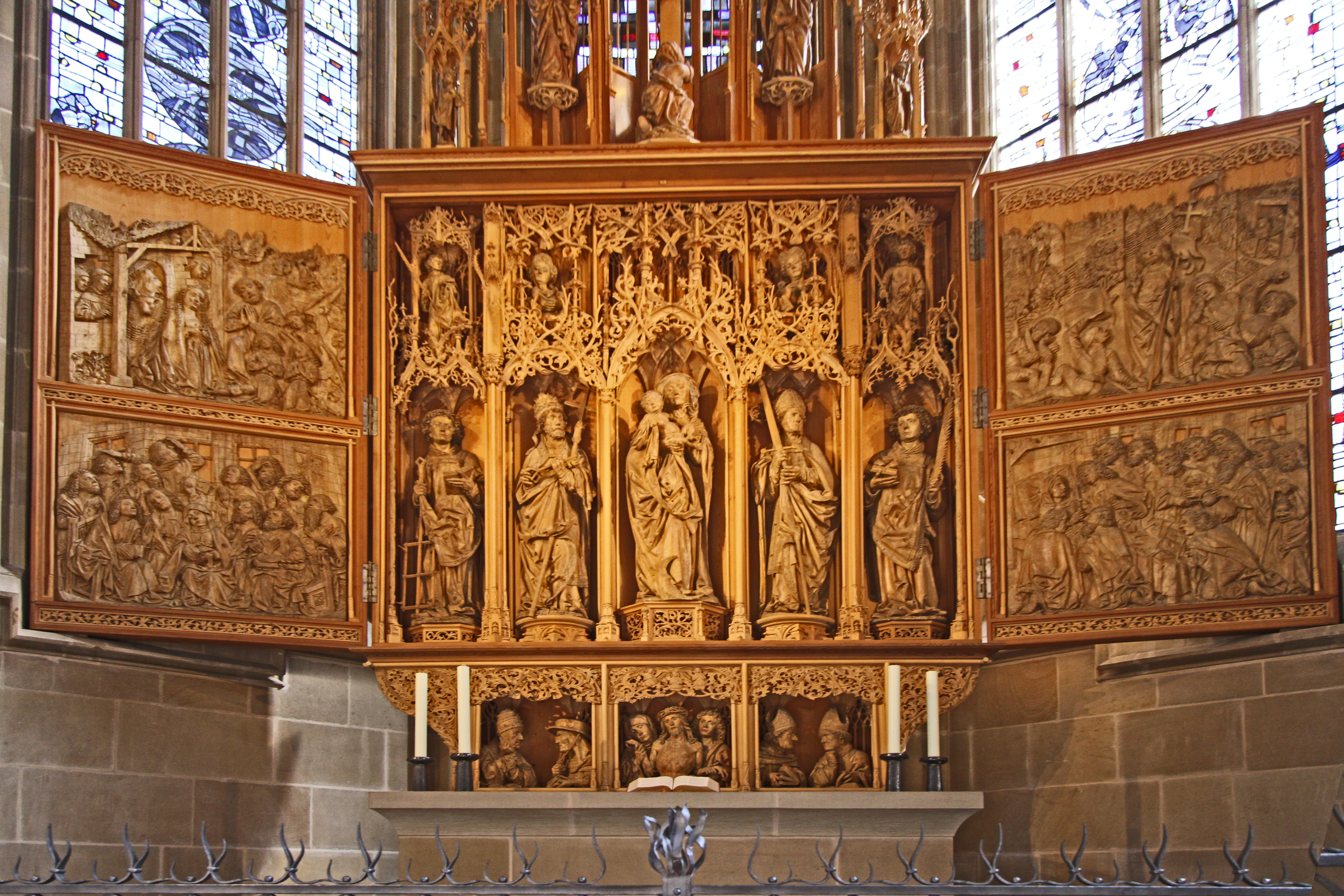
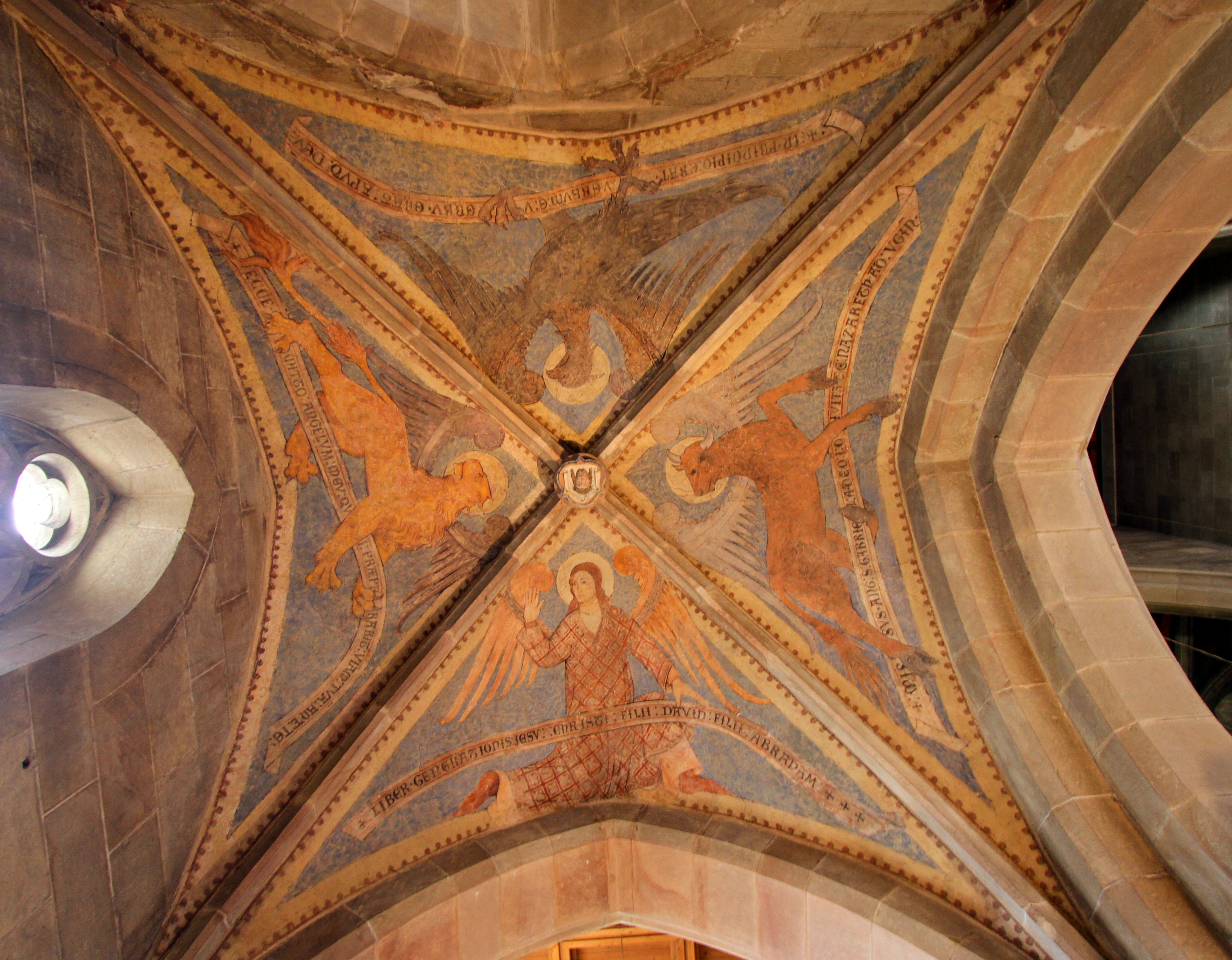
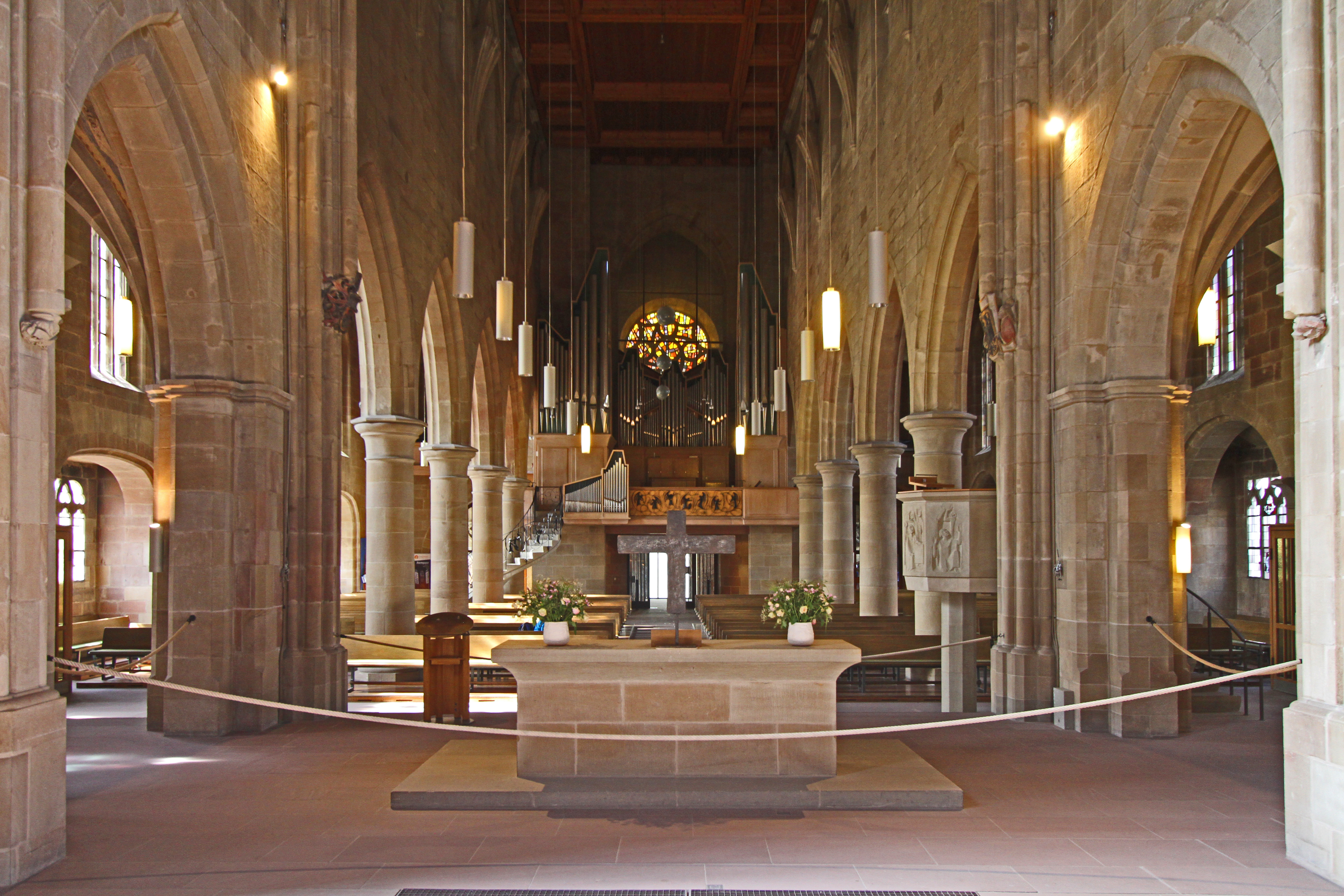
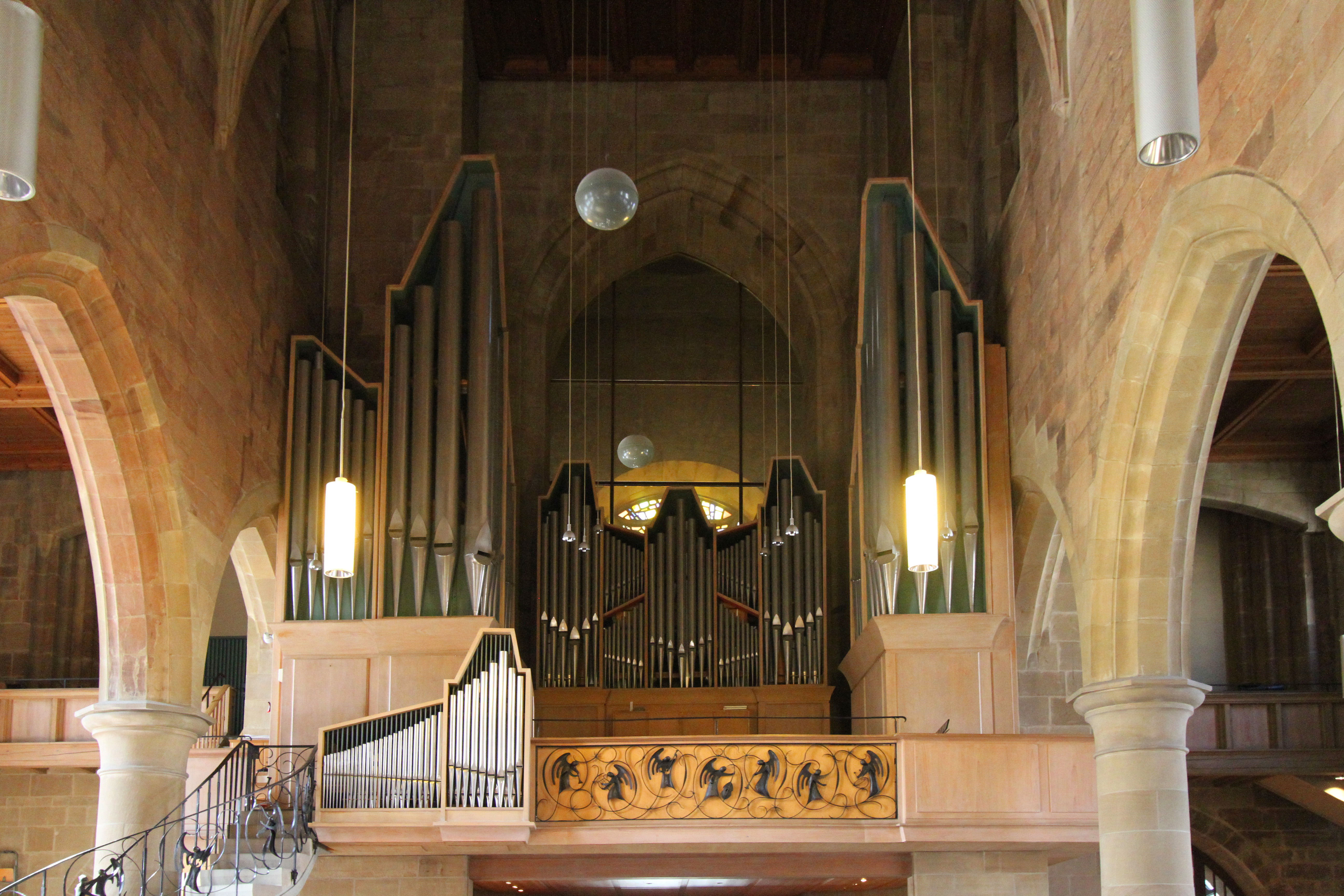

## Legături externe
- de Baufachinformation und Denkmalpflege 1447–1454 Bau der Seitenschiffe an der Kilianskirche